# Флаг Чапаевска
Флаг муниципального образования городской округ Чапа́евск Самарской области Российской Федерации — опознавательно-правовой знак, служащий официальным символом муниципального образования.
Ныне действующий флаг утверждён 30 июня 2011 года и подлежит внесению в Государственный геральдический регистр Российской Федерации.

## Описание
«Флаг городского округа представляет собой прямоугольное полотнище красного цвета, воспроизводящее в центре композицию гербового щита городского округа Чапаевск. Отношение ширины флага к его длине 2:3».
Геральдическое описание герба гласит: «В червлёном (красном) поле серебряная гренада с одним золотым пламенем о четырёх языках, обвитая в пояс справа и слева берёзовой ветвью».

## Символика
Флаг городского округа составлен на основании герба городского округа Чапаевск и отражает исторические, культурные, социально-экономические традиции.
Город Чапаевск разрастался из посёлка Иващенко, по имени генерала Иващенко — строителя и первого директора военного Сергиевского завода. Завод являлся крупнейшим поставщиком оборонного арсенала страны. Каждая пятая авиабомба, каждый третий артиллерийский снаряд, весь морской боезапас для всех флотов выпускались на заводах Чапаевска во время Великой Отечественной войны.
За годы своего существования город стал заметным промышленным оборонным центром — четыре языка пламени гренады показывают четыре крупнейших оборонных предприятия города.
Красный цвет символизирует мужество и самоотверженность горожан в годы Великой Отечественной войны.
Венок из зелёных листьев, охватывающий гренаду и не дающий ей взорваться, символизирует мир и экологию. Зелёный цвет — надежда, изобилие, природа.

## История
Первый флаг городского округа Чапаевск был утверждён 27 ноября 2008 года решением Думы городского округа Чапаевск № 453. Флаг не соответствовал российским геральдическим нормам и 30 июня 2011 года был заменён ныне действующим флагом.

### Описание
«Флаг городского округа представляет собой прямоугольное полотнище из двух равновеликих горизонтальных полос: верхней — синего и нижней — белого цвета, воспроизводящее в центре композицию гербового щита городского округа Чапаевск. Отношение ширины флага к его длине 2:3».

### Символика
Обоснование символики было таким же как и у флага 2011 года с добавлением символики полос.
Синий цвет символизирует верность и честность.
Белый цвет символизирует чистоту, мудрость, благородство, совершенство.